# Alcmeone unistriga
Alcmeone unistriga är en insektsart som beskrevs av Goding. Alcmeone unistriga ingår i släktet Alcmeone och familjen hornstritar. Inga underarter finns listade i Catalogue of Life.